# Macrophiothrix paucispina
Macrophiothrix paucispina är en ormstjärneart som beskrevs av Hoggett 1991. Macrophiothrix paucispina ingår i släktet Macrophiothrix och familjen Ophiothrichidae. Inga underarter finns listade i Catalogue of Life.